# 4674 Pauling
4674 Pauling је астероид чија средња удаљеност од Сунца износи 1,858 астрономских јединица (АЈ).
Апсолутна магнитуда астероида је 13,3.